# María Cristina Martínez
María Cristina Martínez Habibe (Bogotá, 1974) es una botánica, taxónoma, bióloga, conservadora, y profesora colombiana de ascendencia libanesa. Ha trabajado extensamente con investigaciones en la familia de las burseráceas de Centro y Sudamérica.
Desarrolla actividades académicas y científicas en el Departamento de Química y Biología, de la Universidad del Norte. Y es investigadora asociada en el Rancho Santa Ana Botanic Garden.
Obtuvo su PhD por la Claremont Graduate University con estudios en Molecular phylogenetics, biogeography and leaf anatomy of Bursera (Burseraceae) in the Greater Antilles and the Bahamas archipelago (Filogenia molecular, biogeografía y anatomía foliar de Bursera (Burseraceae) en las Antillas Mayores y el archipiélago de las Bahamas). En 2005, la maestría, por la Lehman College (de la Universidad de la Ciudad de Nueva York); y, en 1998, la licenciatura en biología por la Universidad Nacional de Colombia.
Es autora en la identificación y nombramiento de nuevas especies para la ciencia, a abril de 2016, posee cuatro registros de especies nuevas para la ciencia, especialmente de la familia Burseraceae, y con énfasis de los géneros Bursera y Dacryodes, publicándolos habitualmente en Brittonia (véase más abajo el vínculo a IPNI).

## Algunas publicaciones
- douglas c. de Burgh Daly, maría cristina Martínez-Habibe. 2016. Seven new species of Dacryodes from western Colombia. Studies in neotropical Burseraceae XXI. Brittonia: 1 - 18 10.1007/s12228-015-9405-1 resumen en castellano e inglés.
- douglas c. de Burgh Daly, paul van Antwerp Fine, maría cristina Martínez-Habibe. 2016. "Burseraceae: a model for studying the Amazon flora". En: Brasil Rodriguesia ISSN 2175-7860 63 (1): 21 - 30.
- douglas c. de Burgh Daly, david Neill, maría cristina Martínez-Habibe. 2012. An ecologically significant new species of Dacryodes from the northern Andes. Studies in neotropical Burseraceae XV. Brittonia 64 (1): 49 - 56.
- maría cristina Martínez Habibe, douglas c. de Burgh Daly, jacqueline Pérez-Camacho, Pedro Herrera-Oliver. 2012. "A new species of Bursera L. (Burseraceae) from Cuba". En: Estados Unidos Brittonia ISSN 0007-196X 65 (1): 62 - 65.
- douglas c. de Burgh Daly, p.v.a. Fine, maría cristina Martínez-Habibe. 2012. “Burseraceae: A model for studying the Amazon flora.” Rodriguesia 63: 21 - 30. DOI: 10.1590/S2175-78602012000100002

- ---------------, maría cristina Martínez-Habibe. 2002 (2003). “Notes on Dacryodes Vahl, including a new species from the Rio Negro basin. Studies in neotropical Burseraceae XI. Brittonia 54: 266 - 274 resumen y 1ª p.

### Libros
- maría cristina Martínez Habibe. 1998. Estudio preliminar de la familia Burseraceae en Colombia con énfasis en la etnobotánica de la región Amazónica (San Martín de Amacayacu - Amazonas). Editorial Universidad Nacional de Colombia, 98 p. + anexos.

### Cap. de libros
- maría cristina Martínez Habibe. 2011. "Burseraceae (within Sapindales)" The Families And Genera Of Vascular Plants. En: Alemania ISBN 978-3-642-14396-0 ed. Springer Verlag Germany p. 77 - 104.

- ---------------. 2006. Ratón arrocero de altitud Microryzomys altissimus. Colombia, Libro rojo de los mamíferos de Colombia, p. 392 - 394, ed. Conservación Internacional Colombia, Ministerio de Ambiente, Vivienda y Desarrollo Territorial. Autores: Francisco Alejandro Sánchez Barrera, Marcela Gómez Laverde.

### Editora
- 2001. Zonificación ambiental para el ordenamiento territorial en la amazonia colombiana: (libro de memorias). Publicó Univ. Nacional de Colombia, 120 p, ISBN 9583331198, ISBN 9789583331190[11]

## Reconocimientos[7]
- septiembre de 2006: beca de doctorado, Claremont Graduate University.
- 2007: Travel Award, Torrey Botanical Society.
- 2003: beca Colfuturo para estudios de maestría en el exterior, Colfuturo.
- 2003: beca Fulbright-Colciencias para estudios de maestría en USA, Comisión Fulbright.
- 2008: Graduate Student Award, Cactus and Succulent Society of America.
- 2008:Graduate Student Council Travel Award, Claremont Graduate University.
- 2010: Graduate Student Council Travel Award, Claremont Graduate University.
- Women in Science Travel Grant, Botanical Society of America.